# سيرجي ليفتيف
سيرجي ليفتيف هو الرئيس التنفيذي ورئيس مجلس إدارة مجموعة IBA، وهي شركة خدماتية تُقدِّم خدمات تكنولوجيا المعلومات في أوروبا الشرقية وحلول البرمجيات.

## السيرة الذاتية
وُلد سيرجي ليفتيف في 14 أغسطس لعام 1955 في روسيا الاتحادية الاشتراكية السوفياتية. وعندما أصبح في سن الـ15، انتقل مع عائلته إلى مينسك، بيلاروسيا الاشتراكية السوفياتية.
في 1972-1977 درس في جامعة بيلاروسيا الحكومية للمعلوماتية والراديو (BSUIR)، وحصل على بكالوريوس العلوم. في الهندسة الإلكترونية.
بعد التخرج، عمل كمهندس كمبيوتر في مصنع غريغوري كونستانتينوفيتش أوردزونيكيدزه "  G.K. Ordzhonikidze" لآلات الحوسبة الإلكترونية (الآن جمعية إنتاج تكنولوجيا الكمبيوتر في مينسك (MCTPA)) في إطار برنامج التوزيع الحكومي.
من عام 1985 إلى 1989، عمل في Elorg – Data، وهي شركة تكنولوجيا معلومات مقرها فنلندا.
بعد ذلك، عمل ليفتيف لمدة أربع سنوات كنائب المدير العام لجمعية هندسة الكمبيوتر في BelNPOVT، وهي منظمة لتكنولوجيا المعلومات يعمل بها 40.000 موظف.
في عام 1993، عندما تم تأسيس IBA، أصبح الرئيس التنفيذي لها، وفي العام 2005، تم انتخابه رئيساً لمجلس إدارة مجموعة IBA.
في عام 2005 ، تم نقل المقر الرئيسي لمجموعة IBA من مينسك إلى براغ. منذ ذلك الحين، كان سيرجي ليفتيف مقيماً في جمهورية التشيك.